# Jacques Deray
Jacques Deray (19 de febrero de 1929 - 9 de agosto de 2003) fue un director y guionista cinematográfico de nacionalidad francesa. Deray es sobre todo conocido por dirigir numerosas películas de cine policiaco y de suspense.

## Biografía
Su verdadero nombre era Jacques Desrayaud, y nació en Lyon, Francia, en el seno de una familia de industriales. A los 12 años fue a París para estudiar arte dramático bajo la dirección de René Simon. Deray hizo pequeños papeles teatrales y cinematográficos a partir de los 19 años de edad, y en 1952 empezó a trabajar como ayudante de dirección de numerosos directores, entre ellos Luis Buñuel, Gilles Grangier, Jules Dassin, y Jean Boyer.
El primer film dirigido por él fue el drama psicológico Le Gigolo, estrenado en 1960 e interpretado por Alida Valli y Jean-Claude Brialy. Deray estaba fascinado por el cine negro americano, por lo que empezó a centrarse en historias criminales. Así, su segunda película fue Rififi à Tokyo (1963), una cinta policiaca rodada íntegramente en Japón, y que era un homenaje al film de Jules Dassin Rififi. La producción tuvo una crítica muy favorable, aunque no fue un gran éxito de público, y confirmó las cualidades de Deray como un hábil técnico para rodar películas de género. 
La reputación de Deray se confirmó con la cinta de 1969 film La Piscine, protagonizada por Romy Schneider y Alain Delon, y con la cual inició una larga colaboración con el actor y con el guionista Jean-Claude Carrière. La Piscine no tuvo una gran distribución fuera de Francia, pero Deray consiguió su mayor éxito internacional con Borsalino, película interpretada por Delon y Jean-Paul Belmondo.
Deray se centró en el género que le valió el favor del público, y continuo durante el resto de su carrera rodando thrillers, filmes de acción y de espionaje, y adaptando obras de autores franceses e ingleses como Georges Simenon, Jean-Patrick Manchette, y Robin Cook. Otras películas destacadas de Deray fueron Flic Story, inspirada en el seguimiento del gánster Émile Buisson por el policía Roger Borniche, Un papillon sur l'épaule, con Lino Ventura,  y On ne meurt que deux fois, film protagonizado por Michel Serrault y Charlotte Rampling. 
El último estreno cinematográfico de Deray fue la cinta L'Ours en peluche (1994), que no obtuvo buenas críticas. A partir de entonces, y hasta el momento de su muerte, Deray trabajó profesionalmente en la televisión.
Jacques Deray falleció en Boulogne-Billancourt, Francia, en 2003, a causa de un cáncer. Fue enterrado en el Cementerio de Garches. El presidente francés Jacques Chirac elogió al director, destacando su "innato sentido de la acción y del relato " y añadiendo que "Francia ha perdido a uno de sus cineastas de mayor talento."

## Filmografía
- 1960: Le Gigolo
- 1962: Du rififi à Tokyo
- 1963: Symphonie pour un massacre
- 1965: Par un beau matin d'été
- 1966: Avec la peau des autres
- 1966: L'Homme de Marrakech
- 1969: La piscina
- 1970: Borsalino
- 1971: Doucement les basses
- 1971: Un peu de soleil dans l'eau froide
- 1972: Un homme est mort
- 1974: Borsalino & Co
- 1975: Flic Story
- 1977: Le Gang
- 1978: Un papillon sur l'épaule
- 1980: Trois hommes à abattre
- 1983: Le Marginal
- 1985: On ne meurt que 2 fois
- 1987: Le Solitaire
- 1987: Maladie d'amour
- 1989: Les bois noirs
- 1991: Contre l'oubli (film colectivo)
- 1991: Netchaiev ha vuelto
- 1993: Un crime
- 1994: 3000 scénarios contre un virus (segmento « Arnaud et ses copains »)
- 1994: L'Ours en peluche
- 1998: Clarissa
- 2000: On n'a qu'une vie (telefilme)
- 2001: Lettre d'une inconnue (telefilme)